# Clémentine Tango
Clémentine Tango es una pel·lícula francesa dirigida per Caroline Roboh, estrenada el 1983.

## Sinopsi
Charles, el jove descendent d'una família aristocràtica que ha viscut dies millors, ensopega amb el món estrany però estranyament atractiu del cabaret mentre intenta localitzar l'antiga amant del seu pare. S'enamora de Clémentine, una adolescent membre de la "família" del cabaret que ha creat el seu propi món de fantasia obsessionat pel tango enmig de la decadència que l'envolta. Charles, descobreix que Clémentine podria ser la seva mitja germana, i tement així una relació incestuosa, sucumbeix a les ambigües seduccions de dos còmplices maquiavèlics, un mag i una ballarina.

## Repartiment
- Claire Pascal : Clémentine
- François Helvey : Charles
- Arturo Brachetti : Arturo
- Josephine Larsen 	: Josephine
- Caroline Roboh : Blanche
- Margareth Russel : Janet
- Michel Renault
- Fabio Ceresa
- Ronald Fuhrer
- Steve Davis
- Jeffrey Carter
- Philippe Pelters
- Anne-Marie Brissonière
- Patricia Alzetta
- Corail Zayas
- Antoine Sammartano

## Recepció
Va participar com a part de la secció oficial de la IV edició de la Mostra de València.